# Miss USA 2024
Miss USA 2024 là cuộc thi Hoa hậu Hoa Kỳ lần thứ 73, được tổ chức tại Nhà hát Peacock ở Los Angeles, California vào ngày 4 tháng 8 năm 2024. Savannah Gankiewicz, Miss USA 2023 đã trao vương miện cho Alma Cooper đến từ Michigan vào cuối đêm chung kết. Cô sẽ đại diện cho Hoa Kỳ tại Hoa hậu Hoàn vũ 2024 được tổ chức tại Mexico.

## Thông tin cuộc thi

### Địa điểm

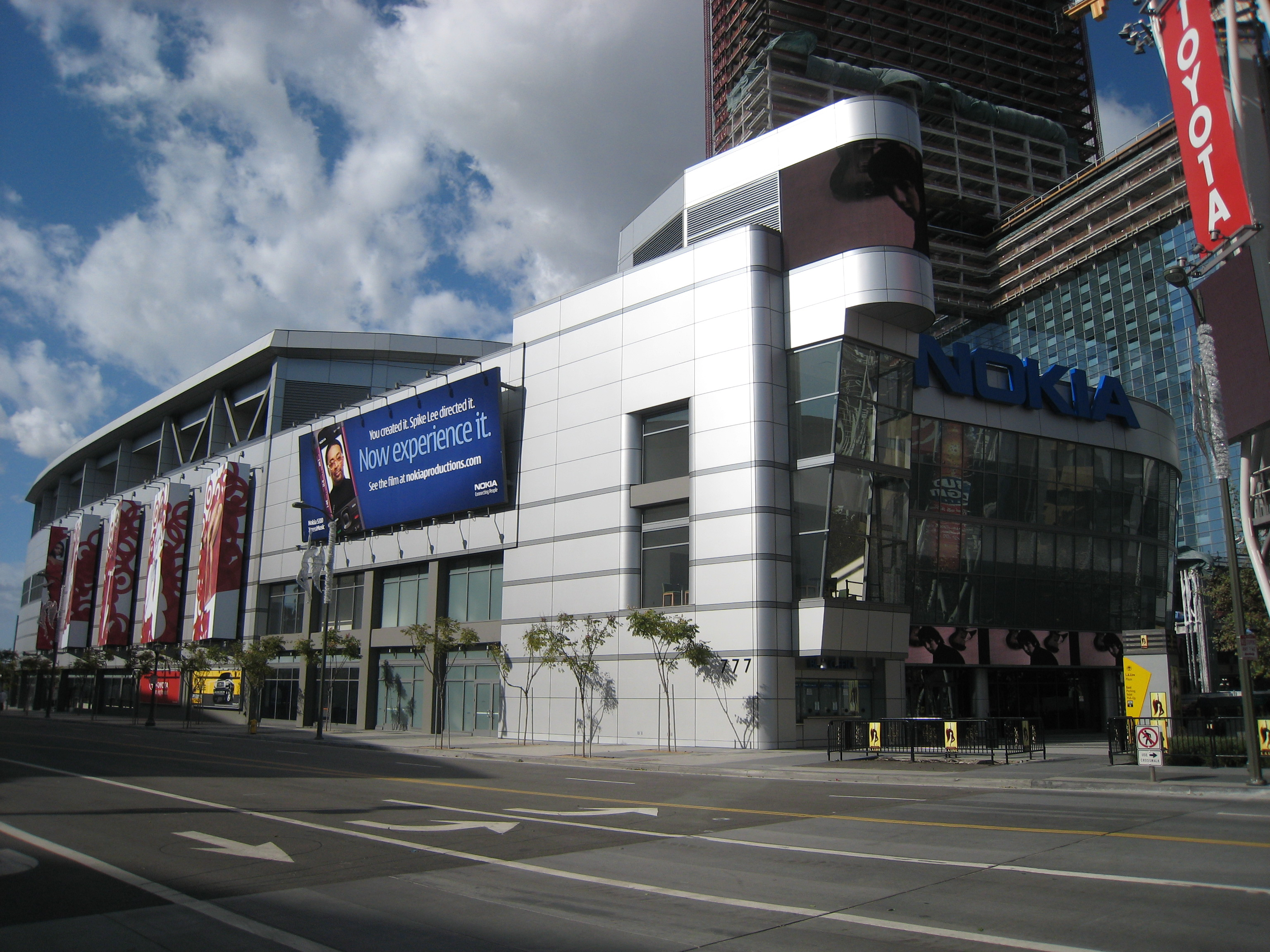
Nhà hát Peacock ở Los Angeles, California, nơi đăng cai Hoa hậu Hoa Kỳ 2024

Vào ngày 14 tháng 7 năm 2022, có thông tin cho rằng cuộc thi sẽ được tổ chức tại Reno, Nevada, với việc thành phố đạt được hợp đồng ba năm để đăng cai cuộc thi từ năm 2022 đến năm 2024 thuộc quyền sở hữu của giám đốc quốc gia lúc bấy giờ và Hoa hậu Hoa Kỳ 2008 Crystle Stewart. Cuộc thi ban đầu diễn ra tại Khu nghỉ dưỡng Grand Sierra ở Reno; Đây sẽ là lần thứ tư cuộc thi được tổ chức tại Reno và là năm thứ ba liên tiếp tổ chức cuộc thi tại thành phố sau Hoa hậu Hoa Kỳ 2019, 2022 và 2023.
Vào ngày 29 tháng 6 năm 2024, có thông báo rằng Hoa hậu Hoa Kỳ 2024 sẽ diễn ra tại Nhà hát Peacock ở Los Angeles, California, dự kiến tổ chức vào ngày 4 tháng 8 năm 2024. Đây sẽ là lần đầu tiên kể từ năm 2007 trở về quê nhà California.

### Lựa chọn thí sinh
Bắt đầu với phiên bản cuộc thi này, Tổ chức Hoa hậu Hoàn vũ đã thông báo rằng họ sẽ cho phép phụ nữ từ 28 tuổi trở lên tham gia. Các phiên bản trước chỉ có độ tuổi trên 18 và dưới 28 tuổi.
Việc lựa chọn đại diện tại các cuộc thi cấp bang dự kiến sẽ bắt đầu vào tháng 8 năm 2023. Tuy nhiên, sau khi bổ nhiệm chủ tịch kiêm giám đốc điều hành Laylah Rose, các cuộc thi cấp bang đã bị hoãn vô thời hạn. Các cuộc thi cấp bang sau đó được dời lại vào tháng 3 năm 2024. Cuộc thi cấp bang đầu tiên là Tennessee, được tổ chức vào ngày 9 tháng 3 năm 2024, và cuộc thi cấp bang cuối cùng là Florida, được tổ chức vào ngày 7 tháng 7 năm 2024. Mùa thi cấp bang những năm trước dài hơn nhiều, khoảng 5 đến 7 tháng.

## Kết quả

### Thứ hạng
| Kết quả       | Thí sinh |
| ------------- | --- |
| Miss USA 2024 | - Michigan – Alma Cooper |
| Á hậu 1       | - Kentucky – Connor Perry |
| Á hậu 2       | - Oklahoma – Danika Christopherson |
| Á hậu 3       | - Tennessee – Christell Foote |
| Á hậu 4       | - Ohio – Macy Hudson |
| Top 10        | - Colorado – Jessi Kalambayi - Hawaii – Breea Yamat - Massachusetts – Melissa Sapini - Texas – Aarieanna Ware - Virginia – Himanvi Panidepu |
| Top 20        | - California – Samantha Ramos - Đặc khu Columbia – Kleo Torres - Illinois – Grace Rodi - Iowa – McKenzie Ariana Kerry § - Kansas – Bella Whitlock - Mississippi – Kaylee Brooke McCollum - Nevada – Najah Ali - New York – Marizza Delgado - Bắc Carolina – Kenzie Hansley - Nam Carolina – Gracen Grainger |

§: Thí sinh được vào top 20 nhờ bình chọn qua mạng.

### Thứ tự công bố
| 1. Massachusetts 2. Virginia 3. Ohio 4. Đặc khu Columbia 5. Michigan 6. Kentucky 7. Hawaii 8. Oklahoma 9. Nam Carolina 10. Kansas 11. Tennessee 12. Bắc Carolina 13. New York 14. Nevada 15. Mississippi 16. Texas 17. California 18. Colorado 19. Illinois 20. Iowa | 1. Texas 2. Kentucky 3. Ohio 4. Hawaii 5. Oklahoma 6. Colorado 7. Virginia 8. Michigan 9. Massachusetts 10. Tennessee | 1. Michigan 2. Kentucky 3. Tennessee 4. Oklahoma 5. Ohio |

### Giải thưởng phụ
| Giải phưởng        | Thí sinh                         |
| ------------------ | -------------------------------- |
| Hoa hậu thân thiện | - Arkansas – Madeline Bohlman    |
| Hoa hậu ảnh        | - Massachusetts – Melissa Sapini |

## Cuộc thi

### Hội đồng giám khảo
- Scheana Shay – Ngôi sao truyền hình[6] (với tư cách giám khảo vòng chung kết)
- Anastasia Soare – CEO của Anastasia Beverly Hills[6]
- Gavin DeGraw – Ca sĩ[6] (với tư cách giám khảo vòng chung kết)
- Carole Gist – Hoa hậu Hoa Kỳ 1990 đến từ Michigan[6]
- Natasha Graziano – Diễn giả truyền động lực[6]
- NJ Falk – Đối tác quản lý của Phòng thí nghiệm sức đẩy thể thao[6]
- Lu Parker – Hoa hậu Hoa Kỳ 1994 đến từ Nam Carolina[6]
- Jojo Bragais – Nhà thiết kế giày[6]

## Thí sinh
51 thí sinh đã cạnh tranh cho danh hiệu:
| Bang             | Thí sinh               | Tuổi | Quê quán             | Ghi chú                                                                                         |
| ---------------- | ---------------------- | ---- | -------------------- | ----------------------------------------------------------------------------------------------- |
| Alabama          | Diane Westhoven        | 21   | Vestavia             |                                                                                                 |
| Alaska           | Brenna Schaake         | 29   | Fairbanks            |                                                                                                 |
| Arizona          | Kristina Johnson       | 41   | Phoenix              |                                                                                                 |
| Arkansas         | Madeline Bohlman       | 22   | Fayetteville         | Trước đó là Hoa hậu Tuổi Teen Hoa Kỳ Arkansas 2021 Em họ của Miss America 2024 Madison Marsh    |
| California       | Samantha Ramos         | 24   | Santa Monica         |                                                                                                 |
| Colorado         | Jessi Kalambayi        | 26   | Denver               |                                                                                                 |
| Connecticut      | Shavana Clarke         | 29   | Bridgeport           |                                                                                                 |
| Delaware         | Alysa Bainbridge       | 25   | Newark               | Trước đây là Hoa hậu Pennsylvania 2022 Trước đó là Hoa hậu Thiếu niên nổi bật Pennsylvania 2016 |
| Đặc khu Columbia | Kleo Torres            | 26   | Washington, D.C.     |                                                                                                 |
| Florida          | Peyton Lewis           | 26   | Orlando              |                                                                                                 |
| Georgia          | Emmaline Farmer        | 24   | Winder               |                                                                                                 |
| Hawaii           | Breea Yamat            | 27   | Lahaina              | Em gái của Hoa hậu Hawaii Hoa Kỳ 2022 Kiana Yamat                                               |
| Idaho            | Kaitlyn Widmyer        | 28   | Coeur d'Alene        |                                                                                                 |
| Illinois         | Grace Rodi             | 23   | Hinsdale             |                                                                                                 |
| Indiana          | Stephanie Sullivan     | 33   | Elkhart              |                                                                                                 |
| Iowa             | McKenzie Ariana Kerry  | 26   | Des Moines           |                                                                                                 |
| Kansas           | Bella Whitlock         | 19   | Leavenworth          |                                                                                                 |
| Kentucky         | Connor Perry           | 23   | Lexington            |                                                                                                 |
| Louisiana        | Sydney Taylor          | 23   | Livingston           | Trước đây là Hoa hậu Tuổi Teen Lousiana 2020 (Á hậu 4 tại Miss Teen USA 2020)                   |
| Maine            | Anne Baldridge         | 25   | Portland             |                                                                                                 |
| Maryland         | Bailey Anne Kennedy    | 31   | Williamsport         | Người phụ nữ chuyển giới đầu tiên đăng quang Hoa hậu Maryland Hoa Kỳ                            |
| Massachusetts    | Melissa Sapini         | 21   | North Attleboro      |                                                                                                 |
| Michigan         | Alma Cooper            | 22   | Okemos               |                                                                                                 |
| Minnesota        | Muna Ali               | 27   | Saint Paul           |                                                                                                 |
| Mississippi      | Kaylee Brooke McCollum | 23   | Amory                | Trước đây là Hoa hậu Tuổi Teen Hoa Kỳ Mississippi 2019 (Á hậu 3 tại Miss Teen USA 2019)         |
| Missouri         | Ashleigh Bedwell       | 25   | Campbell             |                                                                                                 |
| Montana          | Shelby Dangerfield     | 30   | Billings             |                                                                                                 |
| Nebraska         | Kamryn Buchanan        | 24   | Lincoln              |                                                                                                 |
| Nevada           | Najah Ali              | 23   | Las Vegas            |                                                                                                 |
| New Hampshire    | Ariel Sullivan         | 28   | Portsmouth           |                                                                                                 |
| New Jersey       | Jabili Kandula         | 24   | Hoboken              |                                                                                                 |
| New Mexico       | Mackenzie Sydow        | 22   | Albuquerque          |                                                                                                 |
| New York         | Marizza Delgado        | 25   | Brooklyn             | Trước đây là Hoa hậu Trái đất New York 2022 (Top 20 tại Hoa hậu Trái đất Hoa Kỳ 2022)           |
| Bắc Carolina     | McKenzie Hansley       | 24   | Charlotte            | Trước đây là Hoa hậu Tuổi Teen Hoa Kỳ Bắc Carolina 2017                                         |
| Bắc Dakota       | Codi Miller            | 31   | Amidon, North Dakota | Trước đây là Hoa hậu Tuổi Teen Hoa Kỳ Bắc Dakota 2009                                           |
| Ohio             | Macy Hudson            | 24   | Dayton               |                                                                                                 |
| Oklahoma         | Danika Christopherson  | 22   | Lawton               | Trước đây là Hoa hậu Tuổi Teen Hoa Kỳ Oklahoma 2020 (Top 16 tại Miss Teen USA 2020)             |
| Oregon           | Shayla Montgomery      | 21   | Happy Valley         | Trước đây là Hoa hậu Tuổi Teen Hoa Kỳ Oregon 2020 (Á hậu 1 tại Miss Teen USA 2020)              |
| Pennsylvania     | Noni Diarra            | 23   | Philadelphia         |                                                                                                 |
| Rhode Island     | Kaitlynne Santana      | 22   | Woonsocket           |                                                                                                 |
| Nam Carolina     | Gracen Grainger        | 22   | Hamer                | Trước đây là Hoa hậu Tuổi Teen Hoa Kỳ Nam Carolina 2020 (Top 16 tại Miss Teen USA 2020)         |
| Nam Dakota       | Ahmitara Alwal         | 25   | Sioux Falls          |                                                                                                 |
| Tennessee        | Christell Foote        | 24   | Rocky Top            |                                                                                                 |
| Texas            | Aarieanna Ware         | 26   | Dallas               |                                                                                                 |
| Utah             | Alyssa Chandler        | 21   | American Fork        |                                                                                                 |
| Vermont          | Samantha Vocatura      | 27   | Stowe                | Trước đây là Hoa hậu Thế giới Mỹ Vermont 2023 (Top 10 tại Hoa hậu Thế giới Mỹ 2023)             |
| Virginia         | Himanvi Panidepu       | 23   | Centreville          | Trước đây là Hoa hậu Tuổi Teen Hoa Kỳ Virginia 2018                                             |
| Washington       | Tiffany Ann Rea        | 27   | Clarkston            | Trước đây là Miss United States 2020                                                            |
| Tây Virginia     | Caylie Simmons         | 24   | Franklin             |                                                                                                 |
| Wisconsin        | Tori Trittin           | 22   | Madison              | Trước đây là Hoa hậu Tuổi Teen Hoa Kỳ Minnesota 2017                                            |
| Wyoming          | Mackenzie Rush         | 19   | Sheridan             |                                                                                                 |